# Étienne Mulsant
Martial Étienne Mulsant (n. 2 martie 1797 - d. 4 noiembrie 1880) a fost un entomolog și ornitolog francez.